# St. Gallen Vipers
Die St. Gallen Vipers, auch Seaside Vipers St. Gallen, waren ein Schweizer American-Football-Club, der im Jahre 1996 durch eine Fusion der beiden Vereine St. Gallen Raiders und Turgovia Lions entstand.

## Geschichte
Von den beiden Vorgängervereinen waren die Raiders erfolgreicher.  In den Jahren 1990 und 1992 konnte das Team den Swiss Bowl, das Schweizer Meisterschaftsspiel, gewinnen und nahm daraufhin an der European Football League teil. Nach dem Zusammenschluss feierte der Club die grössten Erfolge von 1997 bis 2000, als der Swiss Bowl viermal in Folge gewonnen wurde. Zudem gewannen die Seaside Vipers 1996 den Euro Cup gegen die Rotterdam Trojans (22. Juni 1996, 7:0). 1997 und 1998 konnten sich die Vipers wiederum für den Euro-Cup-Final qualifizieren, verloren aber beide Male gegen den dänischen Vertreter (1997: Roskilde Kings, 1998: Aarhus Tigers).
Am 7. November 2008 wurde an der Generalversammlung die Auflösung des Clubs beschlossen. Bemühungen, daraufhin einen neuen Verein unter dem alten Namen St. Gallen Raiders zu gründen, blieben fruchtlos.
Weiter unter diesem Namen spielt das Flag-Football-Team, das in den Jahren 2009, 2011, 2012 und 2013 Schweizer Meister wurde und weiterhin am Meisterschaftsbetrieb teilnimmt. (Stand: Januar 2018)